# Anolis olssoni
Espèce
Synonymes
- Chamaelinorops olssoni (Schmidt, 1919)
- Chamaelinorops olssoni alienus (Schwartz, 1981)
- Chamaelinorops olssoni dominigensis (Schwartz, 1981)
- Chamaelinorops olssoni extentus (Schwartz, 1981)
- Chamaelinorops olssoni ferrugicauda (Schwartz, 1981)
- Chamaelinorops olssoni insulanus (Schwartz, 1981)
- Chamaelinorops olssoni montivagus (Schwartz, 1981)
- Chamaelinorops olssoni palloris (Schwartz, 1981)

Statut de conservation UICN

 LC  : Préoccupation mineure
Anolis olssoni est une espèce de sauriens de la famille des Dactyloidae.

## Répartition
Cette espèce est endémique d'Hispaniola.

## Liste des sous-espèces
Selon The Reptile Database (20 décembre 2013) :
- Anolis olssoni alienus Schwartz, 1981
- Anolis olssoni dominigensis Schwartz, 1981
- Anolis olssoni extentus Schwartz, 1981
- Anolis olssoni ferrugicauda Schwartz, 1981
- Anolis olssoni insulanus Schwartz, 1981
- Anolis olssoni montivagus Schwartz, 1981
- Anolis olssoni olssoni Schmidt, 1919
- Anolis olssoni palloris Schwartz, 1981

## Étymologie
Cette espèce est nommée en l'honneur d'Axel Olsson.

## Publications originales
- Schmidt, 1919 : Descriptions of new Amphibians and Reptiles from Santo Domingo and Navassa. New York Bulletin of the American Museum, vol. 41, p. 519-525 (texte intégral).
- Schwartz, 1981 : Variation in Hispaniolan Anolis olssoni Schmidt (Reptilia: Sauria: Iguanidae). Milwaukee Public Museum Contributions in Biology and Geology, no 47, p. 1-21.